# Ткалун, Пётр Пахомович
Пётр Пахо́мович Ткалу́н (родился 31 августа (12 сентября) 1897 года, с. Шарковщина, Миргородский уезд, Полтавская губерния, Российская империя — расстрелян 29 июля 1938 года, «Коммунарка», Московская область, РСФСР, СССР) — советский военачальник, комдив РККА (1935). Участник 1-й Мировой войны и гражданской войны в РСФСР (1917/18—22).

## Биография
По происхождению — из крестьян Полтавской губернии. Православного вероисповедания. Украинец. Его отец служил жандармом (нижним чином) в местном жандармско-полицейском управлении железных дорог.
Образование: окончил в Ромодане двухклассное начальное училище с пятилетним курсом обучения (1906—1911) и учительскую семинарию в местечке Большие Сорочинцы (1911—1915); ускоренный курс Виленского военного училища в Полтаве (01.08.1916—30.11.1916); Курсы усовершенствования высшего начсостава РККА и особый факультет Военной академии РККА им. М. В. Фрунзе (1932—1933) в Москве.
Свою трудовую деятельность, оставшись без отца, начал в 10-летнем возрасте (одновременно учась в училище, затем в семинарии): подрабатывал ремонтным рабочим службы пути на железнодорожной станции Ромодан Южных железных дорог (1907—1914), репетитором у частных лиц (1915—1916).

### Первая мировая война
В 1916 году, во время войны, подлежал досрочному призыву на действительную военную службу. В службу вступил добровольно, 1 июля 1916 года, вольноопределяющимся (2-го разряда) рядового звания, и был командирован на учёбу в Виленское военное училище, эвакуированное к тому времени в Полтаву. По окончании 4-х месячного ускоренного курса училища по 1-му разряду, в начале декабря 1916 года был произведен из юнкеров в прапорщики (с зачислением по армейской пехоте) и направлен на службу в 202-й пехотный запасный полк, расквартированный в Костроме.
На 10 июня 1917 года Пётр Ткалун — прапорщик, младший офицер 8-й роты 202-го пехотного запасного полка (был налицо в части, в военных действиях не участвовал, наград не имел); был холост.
В июне 1917 года назначен в 287-й Тарусский пехотный полк, находившийся на Юго-Западном фронте. Был избран председателем полкового комитета. В сентябре 1917 года вступил в РКП(б).
В октябре 1917 года оставил полк и армию и прибыл в губернский город Москву.

### Участие в революции и гражданской войне
С ноября 1917 по август 1918 года: комендант Москвы, заместитель комиссара по дворянскому имуществу и ликвидации дворянских учреждений Москвы и Московской губернии.
В Красной Армии: заместитель военкома, военком УВОСО Южного фронта (08.1918—01.1919); военком УВОСО Украинского фронта (01.1919—04.19; военком 1-й Украинской советской армии (26.05.19—25.06.19); военком 44-й стрелковой дивизии (08.1919—09.1919); зам. начальника ПУР 12-й армии (09.1919—10.1919); командир 173-й стрелковой бригады 58-й стрелковой дивизии (10.1919—01.1920); военком 2-й бригады Красной Украинской Галицкой Армии (01.1920—05.1920); пред. воен.-полит. комиссии 12-й армии (01.1920—04.1920).
Участник Советско-польской войны. Был в польском плену (05.1920—06.1920), освободившись задолго до заключения Рижского мира. Военком 25-й Чапаевской стрелковой дивизии (04.08.1920—11.09.1920).
Военком адм. упр. и штаба 12-й армии (09.1920—01.1921); член РВС 12-й армии (22.11.20—25.12.20); зам. нач. политсекции Правобережной Украины при ЦК КП(б)У и командования войск Украины и Крыма (01.1921).

### Межвоенное время
Заместитель начальника Политуправления, военком штаба Киевского военного округа (01.1921—12.1921); нач.-военком Школы червоных старшин в Киеве (12.1921—04.1922), затем — Центральной школы червоных старшин в Харькове (04.1922—09.1924); нач.-военком 2-й пехотной школы им. Уншлихта (09.1924—12.1926); военный комендант Москвы 12.1926—12.1929; председатель правления Орудийно-арсенального треста ВСНХ СССР (12.1929—10.1930); военный комендант Москвы (10.1930—11.1935).
21.11.1935 присвоено воинское звание комдив.

#### Комендант Кремля
Комендант Кремля (11.1935—28.01.1936). Начальник Управления Комендатуры Кремля НКВД СССР (28.01.1936—25.09.1937). В распоряжении наркома обороны СССР (09.1937—01.1938).
Арестован 08.01.1938. Приговорен ВКВС СССР 29.07.1938 к высшей мере наказания. В тот же день расстрелян. Место захоронения — «Коммунарка».
Реабилитирован решением Верховного суда СССР от 12.05.1956.

## Семья
Жена — Лидия Фёдоровна Ткалун (1896 г.р.), домохозяйка, была осуждена «за недоносительство» в сентябре 1938 года к восьми годам заключения в лагерях. Отбывая наказание, была осуждена вновь по ст. 58-10 ч.2 УК РСФСР сроком на семь лет лишения свободы.

## Награды
- Орден Красного Знамени (20.02.1928[7])
- Орден Красной Звезды (14 мая 1936) — «за организацию и проведение образцового порядка в день первомайского парада и демонстрации»[8]